# Andres Garafulić
Andres Garafulić (Andrés Garafulic Yankovic) (Antofagasta/ po drugim izvorima: Brač, 1905. – Santiago da Chile, 1956.) je čileanski književnik hrvatskog podrijetla. Podrijetlom je iz bračkog mjesta Nerežišća. Napisao je veliki roman Carnavalacu, koji je književna kritika ishvalila, rekavši za Garafulića da nitko u čileanskoj književnosti prije njega nije tako kvalitetno opisao ljude i situacije. Mariano Latorre je za Garafulićev roman rekao da je to "njujorški roman" Dreiserove ili Sinclair Lewisove vrste. Roman je u svezi s društvenim problemima u svezi sa salitrom.
Andres Garafulić je po struci arhitekt. Izgradio je prva djela suvremene arhitekture u Čileu. Poznat je kao graditelj monumentalne bazilike Gospe Lourdske u Santiagu i klinike Sante Maríe.